# Synode de Wurtzbourg
Le synode commun des évêchés en République fédérale d'Allemagne a lieu de 1971 à 1975 à Wurtzbourg. La mission du synode est de promouvoir la mise en œuvre des décisions du concile Vatican II. Le synode est convoqué par la conférence épiscopale allemande en février 1969.
Entre janvier 1971 et novembre 1975, huit sessions ont lieu. Les participants votants ne sont pas seulement des évêques, mais aussi de simples clercs et des laïcs de tous les diocèses allemands. Les conclusions du synode aboutissent à 18 résolutions et 6 documents de travail. Le président du synode est le cardinal de Munich Julius Döpfner, décédé peu après l'approbation de la dernière publication résumée.